# Colquitt
Colquitt è una città degli Stati Uniti d'America, situata in Georgia, nella Contea di Miller, della quale è il capoluogo.